# セスは語る
『セスは語る』（セスはかたる、原題、Seth Speaks: The Eternal Validity of the Soul）は、作家ジェーン・ロバーツの著作で、チャネリングによるものとされる。夫であるロバート・Ｆ・バッツが速記による口述筆記をしている。

## 概要
本書は、ジェーン・ロバーツがトランス状態のときに、「セス」と呼ばれる「人格を有するエネルギー存在」によって書かれたものであるとされる。
それは1970年1月19日に行われた「セッション510」から 1971年9月27日の「セッション596」までの記録が基になっている。
ジェーン・ロバーツは本書の「はじめに」の中でこのように述べている。
本書の第2章〈 わたしを取り巻く環境、仕事、活動 〉の中で、セスはこう述べている。
また、意識と創造についてセスはこう語っている。
本書の第9章〈「死の体験」〉の中で、セスは次のように述べている。
また、本書の第12章〈「輪廻する人間関係」〉の中で、セスは次のように語っている。

## 著者
- ジェーン・ロバーツ（Jane Roberts, 1929-1984）、ロバート・Ｆ・バッツ（記録）

## 著作
- Seth Speaks: The Eternal Validity of the Soul　(1972)

## 日本語訳
- 『セスは語る: 魂が永遠であるということ』紫上はとる訳、ナチュラルスピリット、1999年6月、ISBN 978-4-931449-03-9